# Edoardo Chiossone
Edoardo Chiossone (Arenzano, 21 gennaio 1833 – Tokyo, 11 aprile 1898) è stato un incisore italiano.
Fu anche professore di disegno.

## Biografia

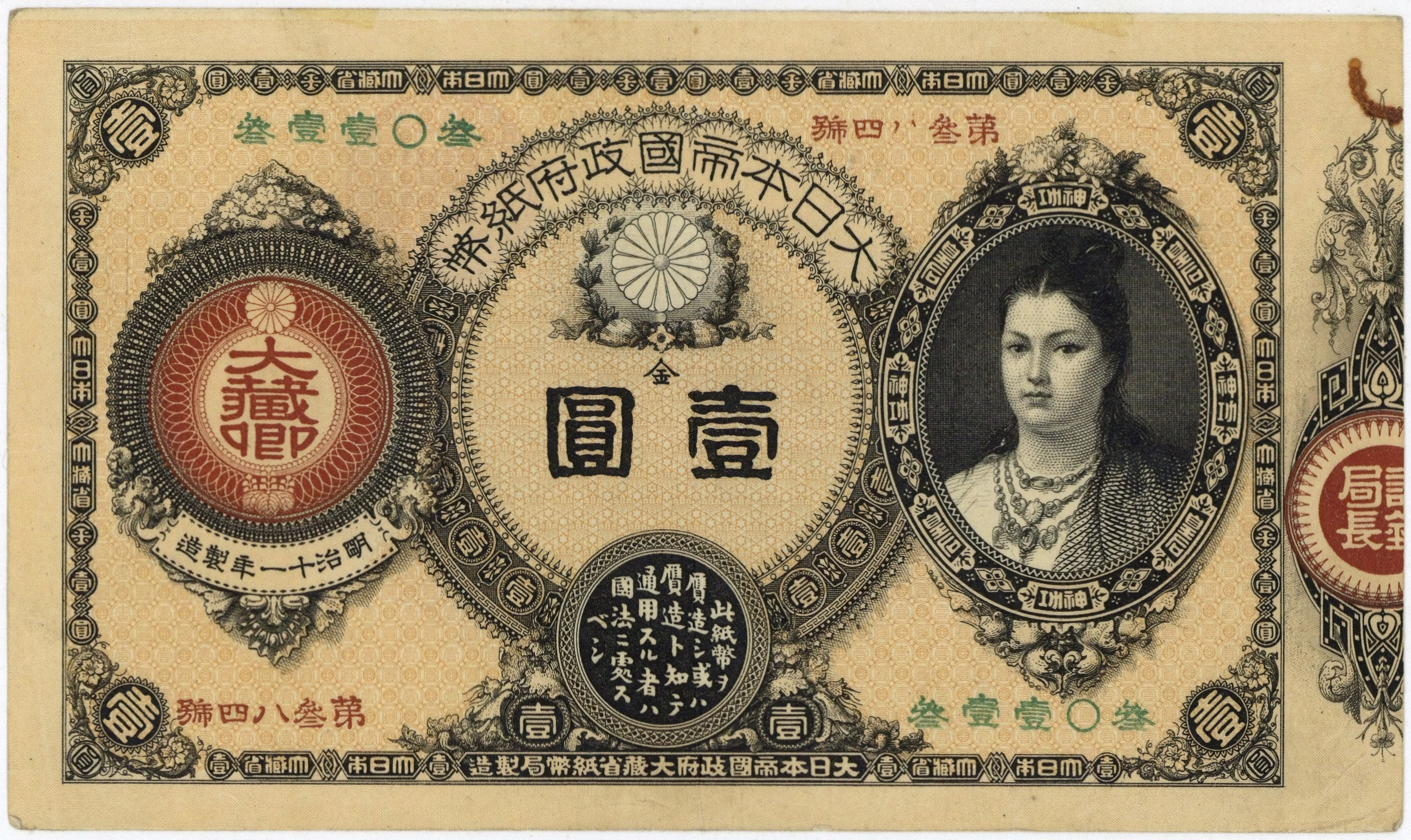
Banconota che rappresenta la leggendaria imperatrice Jingū

Chiossone nacque ad Arenzano, in provincia di Genova, nel 1833. Compì gli studi presso l'Accademia Ligustica di Belle Arti di Genova, diventando professore di disegno e incisione nel 1855. Già durante gli anni di studio mostrò fini doti artistiche.
Partito da Genova, si impiegò dapprima a Firenze nella Banca Nazionale del Regno d'Italia ma successivamente si trasferì in Inghilterra e quindi in Germania, lavorando nelle industrie Donforf-Naumann di Francoforte sul Meno per cercare di perfezionare le tecniche di incisione e stampa dei valori.
Fu invitato come oyatoi gaikokujin a ricoprire il ruolo di direttore dell'Officina Carte e Valori del Ministero delle Finanze giapponese. Arrivò a Tokyo nel 1875 e prestò servizio sino al 1891. In Giappone incise più di 500 lastre di francobolli, banconote, titoli di stato e bolli di monopolio.
Lavorò anche per la Perdurante Fragranza della Gloria Nazionale, una monumentale rassegna curata e stampata dall'Insatsu Kyoku, edita tra il 1880 e il 1883 in quattordici volumi. Suoi dipinti in quell'epoca avevano come soggetti l'imperatore Meiji e l'imperatrice Shōken, tuttora esposti nel Meiji Kinenkan di Tokyo, e altri personaggi come statisti, cortigiani, diplomatici, ministri e militari d'alto rango.
Edoardo Chiossone continuò comunque a risiedere in Giappone anche dopo il ritiro dall'attività pubblica nel 1891. Morì a Tokyo nel 1898, e fu sepolto nella sezione riservata agli stranieri del cimitero di Aoyama; nel suo testamento dispose che le opere di sua proprietà fossero donate al comune di Genova, il quale le impiegò per la realizzazione, a partire dal 1905, del Museo d'arte orientale cittadino, dedicato proprio a Chiossone stesso e ospitato nel parco della Villetta Di Negro; negli anni il Museo Chiossone si è arricchito di numerosi altri elementi espositivi ed è diventato una delle collezioni d'arte orientale più importanti a livello mondiale.

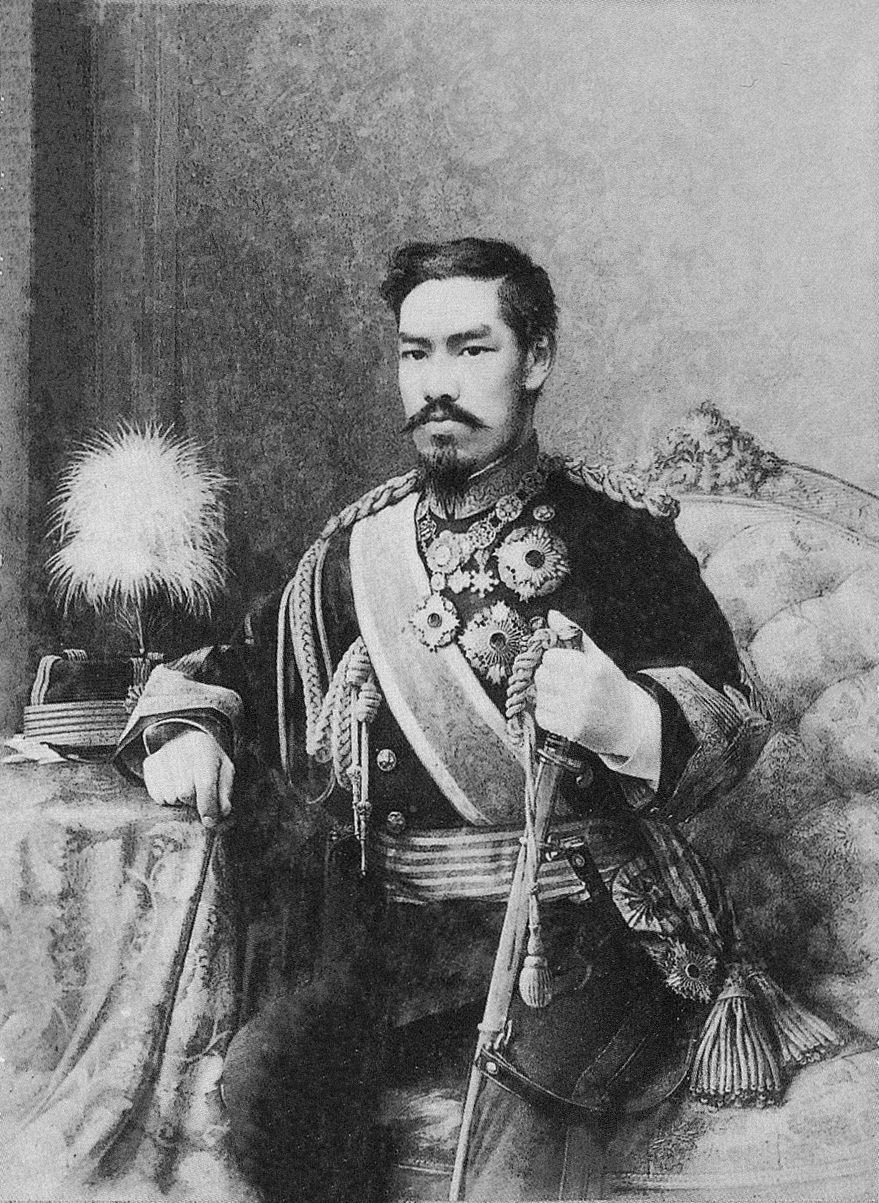
Ritratto a matita dell'imperatore Meiji eseguito da Chiossone

Il cugino, David Chiossone, nel 1868 ha fondato a Genova l'Istituto per i ciechi e ipovedenti che tutt'oggi esiste e opera con numerosi tipi di attività al servizio della persona e dell'autonomia dei disabili che hanno dei diversi problemi

## Galleria d'immagini
Alcuni lavori di Edoardo Chiossone in Giappone:

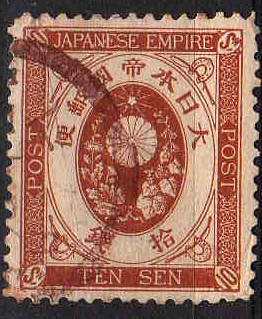
Francobollo da 10 sen

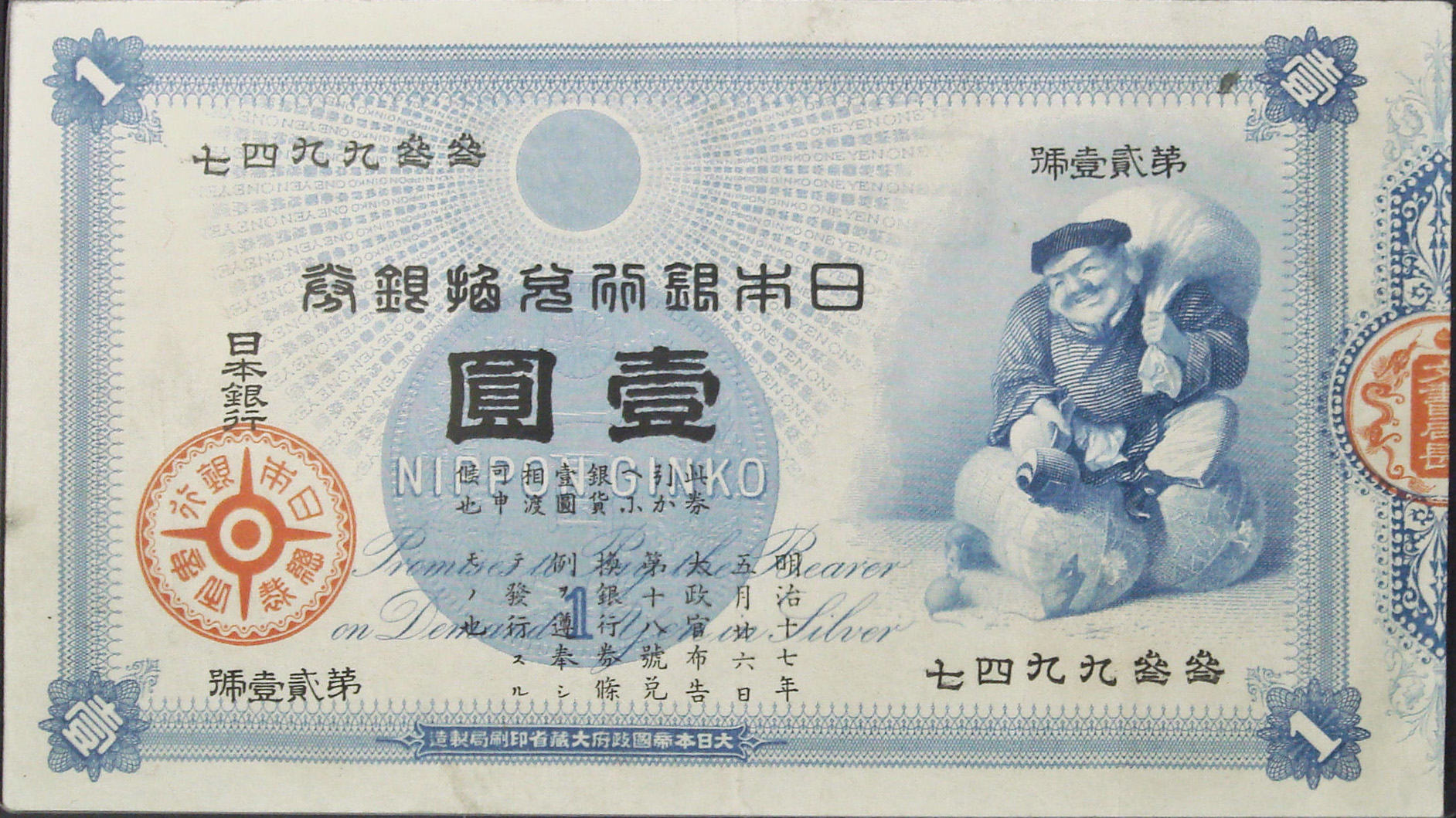
Banconota da uno yen, del 1885

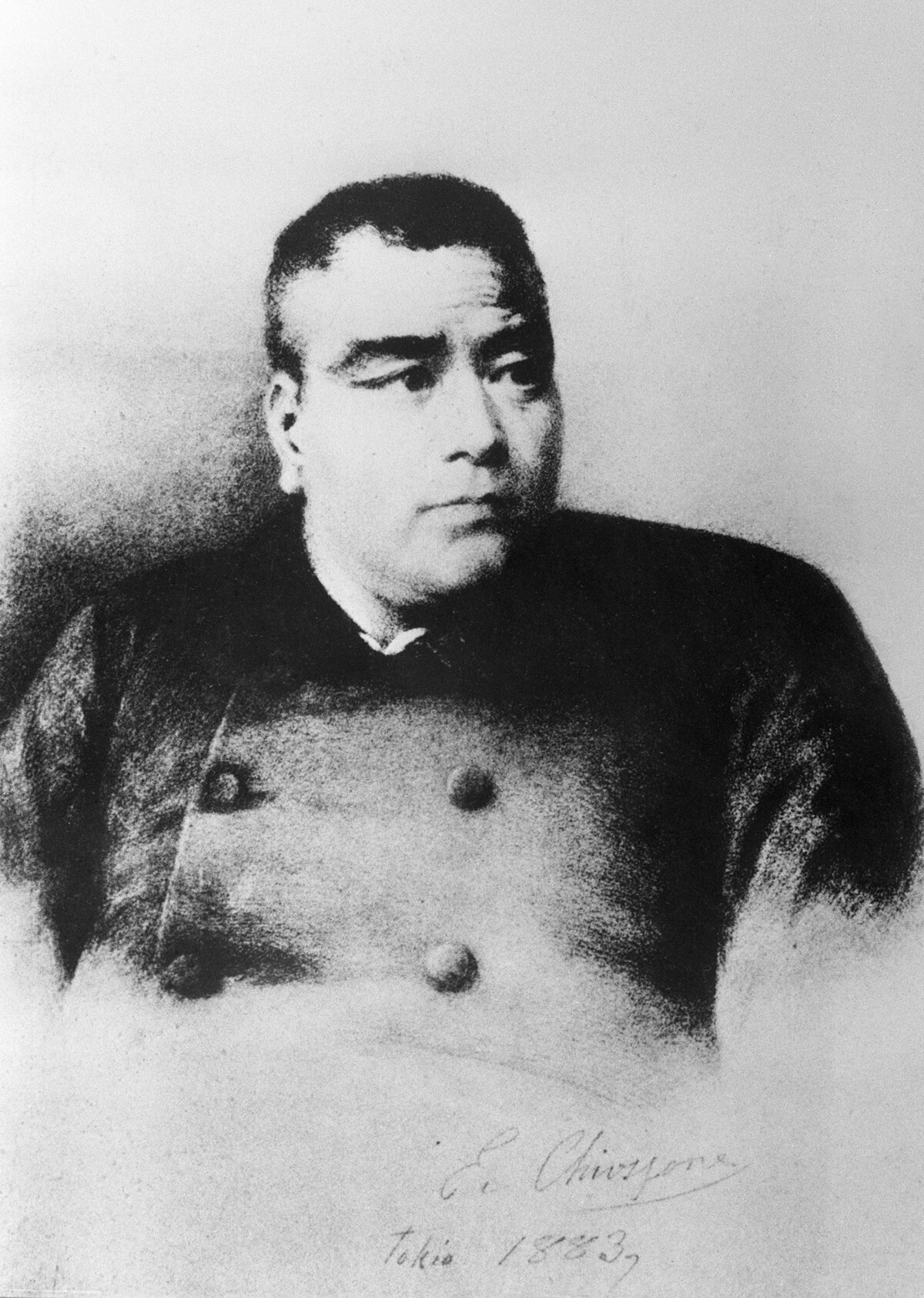
Ritratto a matita di Saigō Takamori
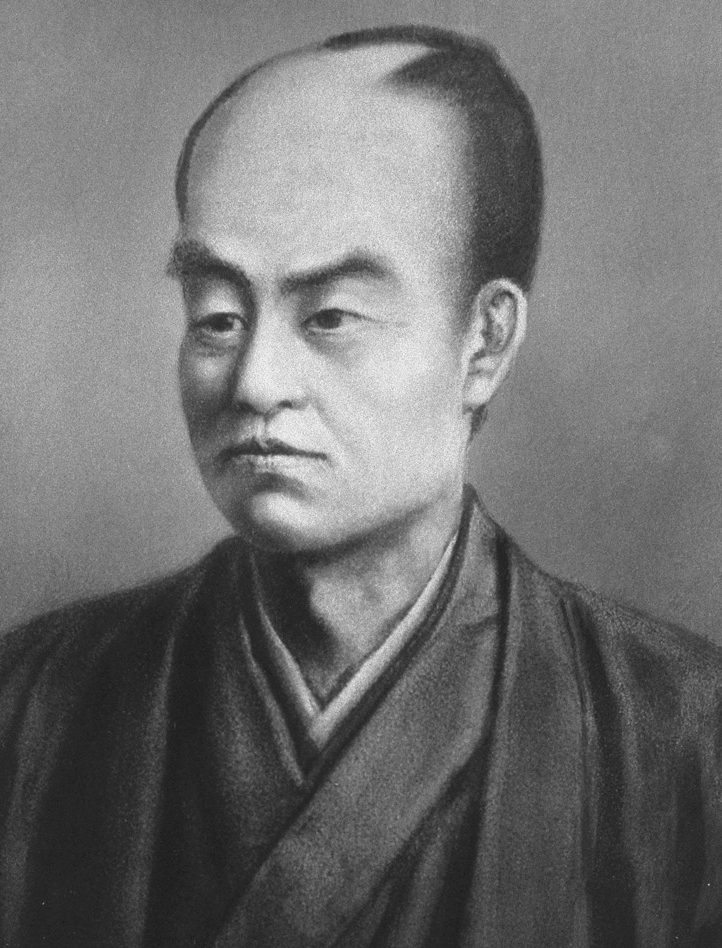
Ritratto a matita di Ōmura Masujirō